# Traité de Presbourg
Le traité de Presbourg est signé le 26 décembre 1805 entre la France et l'Autriche, à la suite des défaites autrichiennes à Ulm (16-19 octobre) et Austerlitz le 2 décembre.
Une trêve est conclue le 4 décembre et les négociations commencent. Le traité est signé au palais primatial à Presbourg (en slovaque, Prešporok, aujourd'hui Bratislava) par Napoléon Ier et l'empereur François Ier d'Autriche.

## Teneur
Au-delà des clauses établissant « paix et amitié » et du retrait autrichien de la Troisième Coalition, les gains des traités précédents, de Campo-Formio et de Lunéville, sont confirmés et les possessions autrichiennes en Italie et Bavière sont cédées à la France. Napoléon désire affaiblir considérablement l'Autriche qu'il considère comme l'ennemi le plus résolu de la France avec le Royaume-Uni. Talleyrand préconisait pourtant une paix modérée afin d'ouvrir la voie à une future alliance entre les deux puissances. Les anciennes possessions vénitiennes que l'Autriche avait gagnées huit ans auparavant au traité de Campo-Formio, soit la Vénétie, la Dalmatie et les bouches du Cattaro échoient au royaume d'Italie mais le traité précise que les couronnes française et italienne seraient à jamais séparées. Sur l'Adriatique, l'Autriche ne conserve que ses ports de Trieste et Fiume, déjà possessions habsbourgeoises avant Campo-Formio. Elle doit payer une indemnité de quarante millions de livres à la France.

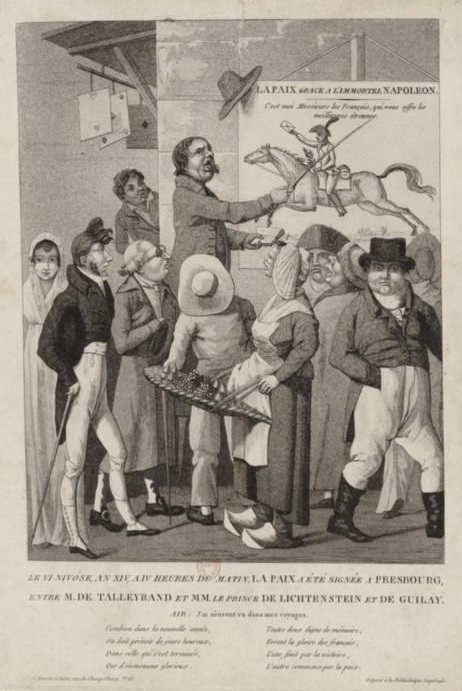
Estampe humoristique sur la paix de Presbourg signée le 26 décembre 1805.

La France récompense ses alliés du Sud de l'Allemagne : au détriment des Habsbourg, la Bavière s'agrandit du Vorarlberg, du Tyrol, du Trentin et de l'évêché sécularisé d'Eichstätt. Elle s'accroît en outre des comtés de Rotherfels, de Függer et d'Öffingen. L'empereur reconnaît à Maximilien de Bavière le titre de roi. Le grand-duché de Bade prend à l'Autriche l'Ortenau et le Brisgau et s'agrandit des principautés de Leiningen et de Fürstenberg. L'empereur des Français reconnaît à Charles-Frédéric de Bade le titre de grand-duc. Enfin, le Wurtemberg obtient Constance et les possessions habsbourgeoises dispersées en Souabe ainsi que le comté de Limpurg et la principauté de Hohenlohe. L'empereur reconnaît à Frédéric du Wurtemberg le titre de roi. En outre, l'empereur reconnaît l'entière souveraineté de ces trois États. 
Au total, l'Autriche perd quatre de ses vingt-quatre millions de sujets (soit un sixième) et rêve déjà de revanche. L'Autriche doit renoncer à toutes prétentions sur les États allemands, sans exception. Le traité marque de facto la fin du Saint-Empire romain germanique. François II du Saint-Empire devient François Ier d'Autriche. Une nouvelle entité, la confédération du Rhin, sous contrôle français, la remplace dans les mois qui suivent.

## Commémoration
La rue de Presbourg à Paris rappelle le souvenir de ce traité.